# Shelly Lazarus

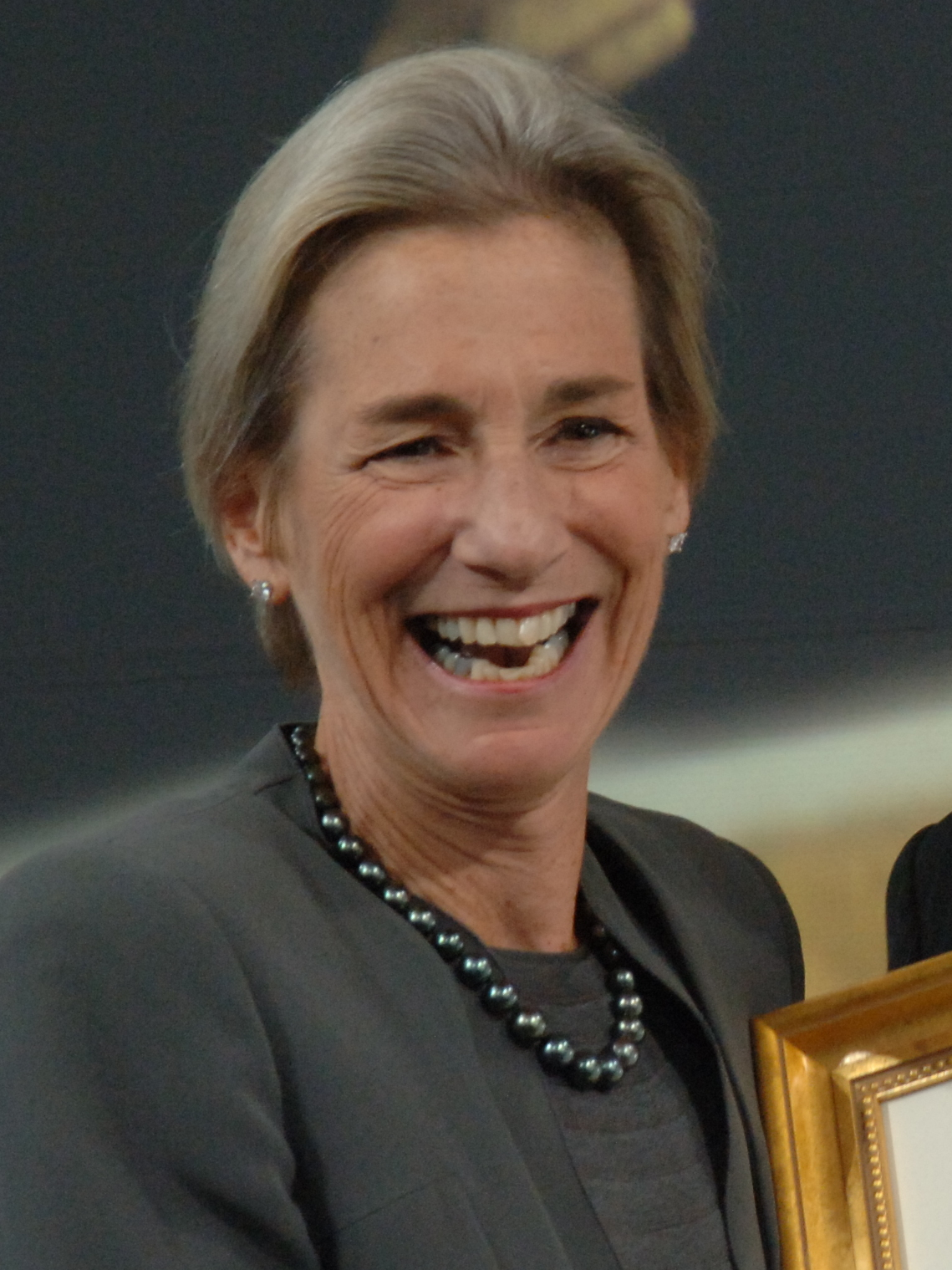
Shelly Lazarus

Rochelle ”Shelly” Lazarus, född 1 september 1947 i Oceanside, New York i USA, är en amerikansk reklamare och affärskvinna, för närvarande (2013) ordförande i styrelsen för Ogilvy & Mather, en multinationell reklam- och PR-byrå med huvudkontor i New York.

## Uppväxt och utbildning
Lazarus föddes 1947, dotter till Lewis och Sylvia Braff i Oceanside i Hempstead på Long Island i delstaten New York. Hon hade ursprungligen inte några planer på att arbeta med reklam och marknadsföring, men under sitt sista år vid Smith College, en privat högskola i Massachusetts för kvinnor följde hon med en kurskamrat till ett informationsmöte som anordnades av Advertising Women of New York. Hon blev inspirerad och beslöt sig för en karriär inom reklam.
Efter examen 1968 läste hon vidare vid Columbia Business School, Columbia Universitys affärshögskola. 1970 slutförde hon en Master of Business Administration (MBA), en tvåårig akademisk examen. Hon gifte sig med barnläkaren George Lazarus samma år. Paret fick sedermera barn tillsammans.

## Yrkesliv
Efter sin MBA började Lazarus arbeta som assisterande produktchef vid hårvårdsföretaget Clairol (numera inom koncernen Procter & Gamble. Genom en tidigare praktikplats på General Foods hade hon kommit i kontakt med reklambyrån Ogilvy & Mather som värvade henne 1971. 1974 lämnade hon Ogilvy & Mather för att följa sin man till Dayton, Ohio, där han gjorde sin militärtjänst i flygvapnet. Hon tillbringade där två år som varuhusinköpare.
1976 återvände Lazarus till New York och Ogilvy & Mather där hon ansvarade för företagskunderna Avon, Ralston Purina och Campbell Soup. I början av 1990-talet blev hon kundansvarig för American Express och gjorde Ogilvy till huvudbyrå för IBM, vars reklamuppdrag tidigare hade delats mellan 40 olika byråer. Under sin tid på Ogilvy säkrade hon även ett antal andra stora och lönsamma kunder inom tillverkningsindustrin, oljeindustrin, finansbranschen och livsmedelsindstrin, bland andra British Petroleum (BP), Coca-Cola, DuPont, Ford, Kodak, Morgan Stanley, Motorola och Unilever.
Lazarus blev VD för den nordamerikanska delen Ogilvy & Mather 1994, president och COO (Chief Operating Officer) 1995. 1996 blev hon VD för hela Ogilvy & Mather och ersatte firmans första kvinnliga VD Charlotte Beers. Lazarus blev ordförande och VD Ogilvy & Mather Worldwide 1997.
Lazarus har skrivit böcker om sin erfarenhet inom affärslivet. I Lessons from the Top skriver hon: "If you ever want to find balance, you have to love your work, because you’re going to love your children, that’s almost a given. When things get out of balance, and where women become miserable, is when they actually don’t like what they’re doing professionally. They then resent every minute that they’re away from the things they love and, therefore, the job gets worse and worse, because more resentment fills their lives."

## Karriär och utmärkelser
1999 utnämndes hon till den fjärde mäktigaste kvinnan i Amerika av finanstidskriften Forbes och återkom sedan på listan flera gånger; 2003 som nummer 93, 2005 som nummer 78 och 2006 som nummer 8. Tidskriften Fortune har flera gånger haft Lazarus på sin lista på de 50 mäktigaste affärskvinnorna i USA; nummer 11 år 2001, nr 14 år 2002, och nummer 30 år 2006.
Lazarus var den första kvinnan att ta emot Distinguished Leadership Business Award 2003 vid Columbia Business School. Hon utnämndes till Advertising Woman of the Year 1994, Business Woman of the Year 1996 och Woman of the Year 2002 av Direct Marketing Association.
Lazarus har varit medlem i ett antal styrelser inom industri, näringsliv och akademin, däribland American Museum of Natural History, Ann Taylor Stores, Columbia University styrelse Overseers, General Electric, Merck, New York Presbyterian Hospital, och Världsnaturfonden. Hon är en av två kvinnor som varit ordförande för American Association of Advertising Agencies, USA:s reklambyråers branschorganisation, och har även varit rådgivare på riskkapitalbolaget ROT Ventures.
Lazarus föreläser regelbundet vid industri- och ledarskapsforum samt vid Columbia University. Hon var huvudtalare vid en konferens anordnad av Marketing Association of Columbia vid Columbia University 2006.